# Гевхери Кадын-эфенди
Гевхери́ Кады́н-эфе́нди (тур. Gevheri Kadın Efendi; 8/18 июля 1853/1856 — 6 сентября 1891/20 сентября 1894, Стамбул) — главная фаворитка (башикбал), затем четвёртая жена (кадын-эфенди) османского султана Абдул-Азиза, мать двоих его детей. После свержения и смерти мужа проживала во дворце Ферие, где и скончалась в возрасте 31 года.

## Имя
Общепринятым именем жены Абдул-Азиза было «Гевхери́» (тур. Gevheri), однако Сакаоглу пишет, что аналогично имени «Несри́н» (тур. Nesrin), Гевхери могла носить имя «Гевхери́н» (тур. Gevherin).

## Биография
Происхождение Гевхери неизвестно. Согласно турецкому историку Недждету Сакаоглу, она родилась 18 июля 1856 года, однако он отмечает, что в некоторых источниках указан 1853 год. Согласно Энтони Алдерсону, Гевхери родилась 8 июля 1856 года. Харун Ачба в своей книге «Жёны султанов: 1839—1924» пишет о знатном происхождении Гевхери, называя родителями девушки абхазского князя Салиха Свантбу и его жену Шазие Цанбу, которая в свою очередь была дочерью абхазского князя Османа Цанбы; кроме того, согласно Ачбе, у Гевхери была сестра Фатьма-ханым.
Харун Ачба пишет, что Гевхери обладала «поразительной красотой и элегантностью». Она попала в гарем до 1873 года, поскольку в этот год Гевхери стала матерью Эсмы-султан и получила титул главной любимицы султана (башикбал). Харун Ачба считает, что Гевхери попала в гарем в раннем возрасте, стала женой султана в 1872 году во дворце Долмабахче, перед этим оказавшись в услужении у матери султана — валиде Пертевниял-султан. В 1874 году Гевхери родила сына Мехмеда Сейфеддина-эфенди, а спустя год после смерти одной из жён Абдул-Азиза Гевхери получила титул четвёртой жены (кадын-эфенди).
30 мая 1876 года Абдул-Азиз был смещён с трона и на следующий день перевезён вместе с семьёй во дворец Ферие. 4 июня бывший султан был найден мёртвым при загадочных обстоятельствах. После смерти Абдул-Азиза его семья, в том числе и Гевхери, продолжала оставаться в Ферие. Гевхери скончалась в Стамбуле во дворце Ферие 6 сентября 1891 или 20 сентября 1894 года и была похоронена в одном из мавзолеев Новой мечети. Согласно надписи на её могиле, Гевхери умерла в возрасте 31 года.

## Потомство
Гевхери стала матерью предположительно двоих детей Абдул-Азиза: Эсмы (1870/1873—1897), которая была замужем за Черкес Мехмед-беем и от которого у неё было пятеро детей, и Мехмеда Сейфеддина-эфенди (1874—1927), у которого от двух браков было четверо детей.
Матерью Эсмы Гевхери называют Сакаоглу и Чагатай Улучай, однако Алдерсон считает, что Эсма была дочерью Несрин Кадын-эфенди, указывая годом рождения султанши 1870 год.